# Hitman (серія)
Hitman (укр. гітмен, букв. «найманий вбивця») — популярна серія відеоігор у жанрі стелс-екшену, доступна на багатьох сучасних платформах. Дія ігор розвивається навколо професійного кілера, відомого під кодовим ім'ям Агент 47 (найчастіше званий просто 47 — «сорок сьомий»). Серія була розроблена данською ігровою компанією IO Interactive, яка донедавна була частиною Square Enix. Раніше видавцем відеоігор серії займалися компанії Eidos Interactive (2000—2006) та Square Enix (2012—2016), проте з 2018 року, видавцем серії є компанія Warner Bros. Interactive Entertainment.
7 червня 2018 року було офіційно оголошено про вихід нової частини серії, Hitman 2, реліз якої відбувся 13 листопада 2018 року. Hitman 2 відмовилася від епізодичного випуску своєї попередниці, вирішивши випустити більшу частину контенту за один раз. Заключний розділ трилогії "Світ вбивств", Hitman 3, був самостійно виданий IO Interactive у 2021 році. 2023 року IO провела ребрендинг Hitman 3 як Hitman: World of Assassination, безкоштовно додавши в гру весь контент з попередніх двох частин.

## Перелік відеоігор серії
Першою в серії стала Hitman: Codename 47, яка була випущена Eidos Interactive 19 листопада 2000 року на платформі Microsoft Windows. Останньою ж на цей момент є Hitman 3, реліз якої відбувся 21 січня 2021 року.

### Основна серія
| Назва                     | Назва (українською)        | Дата випуску      |
| ------------------------- | -------------------------- | ----------------- |
| Hitman: Codename 47       | Hitman: Агент 47           | 19 листопада 2000 |
| Hitman 2: Silent Assassin | Hitman 2: Безшумний вбивця | 1 жовтня 2002     |
| Hitman: Contracts         | Hitman: Контракти          | 20 квітня 2004    |
| Hitman: Blood Money       | Hitman: Криваві гроші      | 26 травня 2006    |
| Hitman: Absolution        | Hitman: Відпущення гріхів  | 19 листопада 2012 |
| Hitman                    | Hitman                     | 11 березня 2016   |
| Hitman 2                  | Hitman 2                   | 13 листопада 2018 |
| Hitman 3                  | Hitman 3                   | 20 січня 2021     |

### Спін-офи
| Назва                    | Назва (українською)     | Дата випуску   |
| ------------------------ | ----------------------- | -------------- |
| Hitman: Sniper Challenge | Hitman: Виклик снайпера | 15 травня 2012 |
| Hitman Go                | Hitman Вперед           | 17 квітня 2014 |
| Hitman: Sniper           | Hitman: Снайпер         | 4 червня 2015  |

### Колекції
| Назва                         | Назва (українською)          | Дата випуску   |
| ----------------------------- | ---------------------------- | -------------- |
| Hitman Trilogy                | Hitman Трилогія              | 19 червня 2007 |
| Hitman HD Enhanced Collection | Hitman HD Розширена колекція | 11 січня 2019  |